# وينستون ستانلي (لاعب اتحاد الرغبي)
وينستون ستانلي (بالإنجليزية: Winston Stanley) هو لاعب اتحاد الرغبي نيوزيلندي، ولد في 11 فبراير 1989 في بريزبان في أستراليا.

## وصلات خارجية
- وينستون ستانلي على موقع دوري الرغبي الممتاز (الإنجليزية)
- وينستون ستانلي على موقع ItsRugby.co.uk (الإنجليزية)